# New wave (2008)
New wave is een Franse tv-film van Gaël Morel uit 2008. De film werd gemaakt voor ARTE.

## Verhaal
De film gaat over het eenzame dromerige leven van de student Éric in een Frans stadje in de jaren 1980. Zijn leven verandert wanneer een de vrijgevochten Romain bij hem in de klas komt. Romain is een fan van de muziekstijl new wave en deuren gaan. Ze worden vrienden.

## Rolverdeling
- Anna: Béatrice Dalle
- Éric: Valentin Ducommun
- Romain: Victor Chambon
- Sportleraar: Stéphane Rideau
- Joëlle: Solenn Jarniou
- Jean-Marc: Marc Rioufol
- Broer van Éric: Franck Taponard
- David: Kevin Messerli
- Nathalie: Loreleï Ploton
- Jérémy: Thomas Dumerchez